# Toronto Marlies
Toronto Marlies (tidigare St. John's Maple Leafs) är sedan 2005 ett lag i AHL och Toronto Maple Leafs farmarlag. De är även affilierade med Newfoundland Growlers i ECHL. Lagets hemmaarena är Coca-Cola Coliseum i Toronto, även om de spelar vissa matcher i Scotiabank Arena. 2018 vann Marlies Calder Cup för första gången i lagets historia.

## Historik
Laget hette ursprungligen New Brunswick Hawks när de år 1978 var en del av AHL:s expansion. Laget placerades i Moncton, New Brunswick. De var då farmarlag till både Toronto Maple Leafs och Chicago Blackhawks. Leafs ägare under 1980-talet, Harold Ballard, beslutade dock att NHL-laget behövde ha ett eget farmarlag för att kunna utveckla spelare. Laget flyttade 1982 till St. Catharines i Ontario och bytte då namn till St. Catharines Saints. Maple Leafs var då ensamma om att använda Saints som farmarlag. Under den första säsongen i St. Catharines placerade sig två av Saints spelare, Bruce Boudreau och Reg Thomas, bland de tio bästa poänggörarna i ligan. Laget blev dock kortvarigt i St. Catharines då man 1986 flyttade till Newmarket, Ontario och bytte namn till Newmarket Saints. Newmarket ansågs dock vara för litet som stad för att kunna husera ett AHL-lag och man valde återigen att flytta laget, denna gång till Newfoundland. Laget uppkallades efter den nya hemstaden, St. Johns, och blev då St. Johns Maple Leafs. Laget spelade sina hemmamatcher i Memorial Stadium mellan 1991 och 2001, innan Mile One Stadium öppnade 2001. Då Maple Leafs redan under första säsongen i AHL, 1991/92, spelade i slutspelsfinalen om Calder Cup, som de dock kom att förlora mot Adirondack Red Wings, blev laget mycket populärt i St. Johns. Maple Leafs målvakt, Felix Potvin, utnämndes till den bäste målvakten i AHL 1991/92. Laget fostrade ett flertal andra NHL-spelare, bland andra Yanic Perreault, Joel Quenneville och Nikolaj Antropov.
Ägarna till Maple Leafs ville dock skära ner på kostnaderna, inte minst de höga resekostnaderna då det närmaste motståndarlaget, Portland Pirates, under det som kom att bli laget sista säsong i St. Johns låg 1 781 km bort. Sista vinsten för St Johns Maple Leafs kom i en hemmamatch mot Manitoba Moose som man vann med 6-1, då man en vecka senare åkt ur slutspelet efter att ha förlorat 4 raka mot samma Manitoba Moose. Laget flyttades 2005 till Toronto och fick det nyrenoverade Ricoh Coliseum som hemmaarena, vilket fram till 2004 huserat Edmonton Oilers farmarlag Toronto Roadrunners.
Toronto Marlies döptes efter Toronto Marlboros, ett juniorlag som spelat i Toronto, i Ontario Hockey League (OHL) och dess föregångare mellan 1904 och 1989 då Toronto Marlboros var farmarlag åt Toronto Maple Leafs mellan 1927 och 1969. Laget fick smeknamnet Marlies, i syfte att undvika att associeras med cigarettmärket Marlboro.
Marlies främsta geografiska rivaler är Rochester Americans som är farmarlag till Buffalo Sabres, rival till Marlies moderklubb Maple Leafs.
Under säsongen 2011/12 vann Marlies den västra konferensen i slutspelet, för första gången i lagets historia, och tilldelades därmed Robert W. Clarke Trophy. I finalen förlorade man dock 4 raka matcher mot Norfolk Admirals som därmed vann sin första Calder Cup. Marlies målvakt, Ben Scrivens tilldelades Harry "Hap" Holmes Memorial Award då han under säsongen släppte in färre mål per match än någon annan av ligans målvakter. Det var första gången sedan säsongen 1981/82, då New Brunswick Hawks målvaktsduo bestående av Warren Skorodenski och Bob Janecyk delade på priset, som en målvakt för Toronto Maple Leafs farmarlag fick utmärkelsen.
Sedan säsongen 2015/16 spelar Toronto Marlies i AHL:s östra konferens.
Säsongen 2017/18 blev lagets hittills mest framgångsrika då man vann sin första Calder Cup när man besegrade Texas Stars med 4-3 i matcher. Återigen vann Marlies målvakt, denna gång Garret Sparks som utgjort målvaktsduo tillsammans med Calvin Pickard, Harry "Hap" Holmes Memorial Award. Sparks utnämndes också till ligans bästa målvakt och tilldelades därmed Aldege "Baz" Bastien Memorial Award. Marlies var redan under säsongen det lag som hade flest poäng sett till procentandel och man tilldelades därför Macgregor Kilpatrick Trophy. Ett flertal av de spelare som bidrog till vinsten kom sedan att få chansen att göra avtryck även i NHL, bland annat Kasperi Kapanen, Andreas Johnson, och Travis Dermott.
I maj 2018 befordrades den dåvarande general managern Kyle Dubas till manager för moderklubben Toronto Maple Leafs och Laurence Gilman, före detta assisterande general manager för Vancouver Canucks, övertog posten. Den 20 november 2019 utnämndes Marlies dåvarande tränare, Sheldon Keefe, till huvudtränare för Toronto Maple Leafs och Marlies stod därmed utan tränare framtill den 1 december då Greg Moore, tränare för Chicago Steel i USHL, tog över bakom bänken.